# Praia do Saquinho
Praia do Saquinho är en strand i Brasilien.   Den ligger i delstaten Santa Catarina, i den södra delen av landet, 1 300 km söder om huvudstaden Brasília.